# Butterley
Butterley – wieś w Anglii, w hrabstwie Derbyshire, w dystrykcie Amber Valley. Leży 17 km na północ od miasta Derby i 194 km na północny zachód od Londynu.